# Caitlin McClatchey
Caitlin McClatchey (Portsmouth, Reino Unido, 28 de noviembre de 1985) es una nadadora británica especializada en pruebas de estilo libre media distancia, donde consiguió ser medallista de bronce mundial en 2009 en los 4 × 200 metros.

## Carrera deportiva
En el Campeonato Mundial de Natación de 2009 celebrado en Roma ganó la medalla de bronce en los relevos de 4 × 200 metros estilo libre, con un tiempo de 7:45.41 segundos, tras China y Estados Unidos (plata con 7:42.56 segundos).